# Westfalenhallen

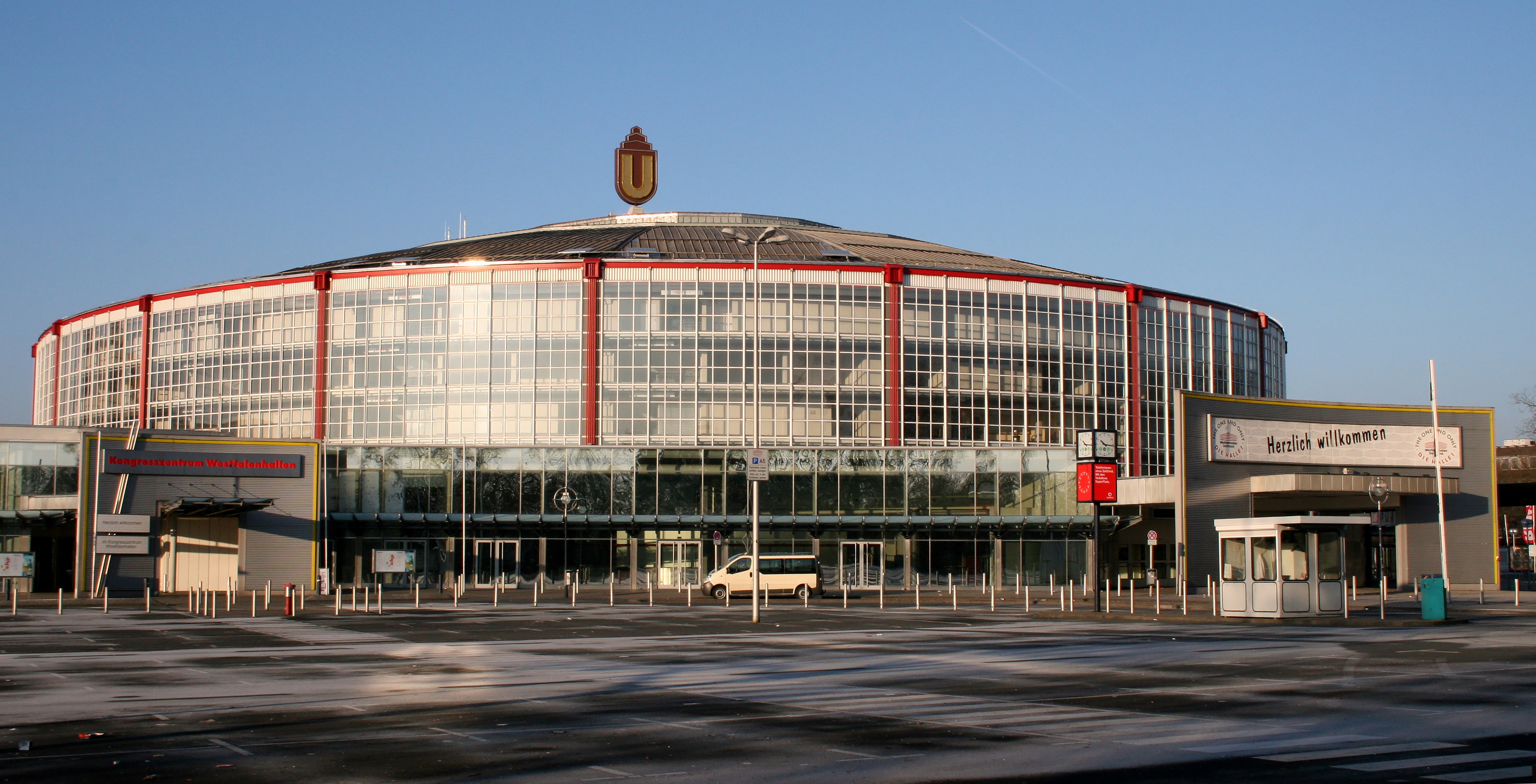
O Westfalenhallen.

O Westfalenhallen é uma grande arena multi-uso localizada na cidade de Dortmund, na Alemanha, que possui vários compartimentos e uma grande área esportiva que suporta cerca de 16.000 pessoas, sendo assim uma das maiores arenas do país assim como uma das maiores da Europa.
O local é mais usado para eventos esportivos, tendo sediado o Campeonato Mundial de Hóquei no Gelo nos anos de 1955, 1983 e 1993, mas também é muito usado para concertos musicais, tendo recebido algumas das maiores bandas do mundo, como Led Zeppelin, Iron Maiden, Scorpions, Nightwish, ABBA, Alice Cooper e muitas outras.